# シャッフルビートF
『SHUFFLE BEAT "F"』（シャッフルビート エフ）は、IBC岩手放送（IBCラジオ）で、1998年4月から2003年3月まで、毎週金曜日に放送されていたラジオ番組（野球中継延長の場合最大1時間短縮）。

## パーソナリティー
- 大澤幹朗（当時IBCアナウンサー）
- 鎌田理奈（当時IBCアナウンサー）

後に鎌田アナは降板、番組終了まで大澤アナ一人での進行となった。

## 後続番組の扱い
- 番組開始当初は21:00 - 23:55の放送だったが、徐々に放送時間を短縮し、2001年10月に『allnightnippon SUPER!』のネット放送を開始したことにより、最終的に21:00 - 23:00の放送となった。以降金曜日23時台は後続番組が飛び乗り放送となる。

## 主な内包コーナー
- 「Oh!わんこ倶楽部」や「日報中学生力だめし」、「ぽっぷん王国ミュージックスタジアム」などの番組を内包していた。
- 2000年11月3日の放送は、全編にわたり急逝したRaphaelの華月を追悼する番組構成となった。
- 番組のジングルにはSEX MACHINEGUNSやRaphaelなどのアーティストが登場した。

| IBCラジオ 金曜 21:00-23:00枠                  | IBCラジオ 金曜 21:00-23:00枠 | IBCラジオ 金曜 21:00-23:00枠 |
| 前番組                                        | 番組名                       | 次番組                       |
| --------------------------------------------- | ---------------------------- | ---------------------------- |
| ホラナリマコト （22時台は10分刻みが集中した） | SHUFFLE BEAT "F"             | Rumble Wave                  |